# HMS Revenge (06)
HMS Revenge (06) là chiếc dẫn đầu của lớp thiết giáp hạm Anh Quốc Revenge; là chiếc tàu chiến thứ chín của Hải quân Hoàng gia mang cái tên này. Nó từng tham gia trận Jutland trong Chiến tranh Thế giới thứ nhất, cũng như nhiều hoạt động tại nhiều khu vực trước và trong Chiến tranh Thế giới thứ hai, cho dù chỉ trong những vai trò ít quan trọng như hộ tống các đoàn tàu vận tải, trước khi được đưa về lực lượng dự bị vào năm 1944 và được tháo dỡ vào năm 1948.

## Thiết kế và chế tạo
Lớp Revenge mà nó dẫn đầu được đặt hàng vào năm 1913-1914, được dự định là một phiên bản đốt than rẻ tiền hơn, nhỏ hơn và chậm hơn so với lớp Queen Elizabeth thế hệ siêu-Dreadnought đốt dầu trước đó. Revenge được hạ thủy vào năm 1915 khi Chiến tranh Thế giới thứ nhất đã bắt đầu; và được hạ thủy vào năm 1916, vừa kịp lúc cho trận Jutland.

## Lịch sử hoạt động

### Chiến tranh Thế giới thứ nhất
Revenge đã hiện diện trong trận Jutland dưới quyền chỉ huy của Thuyền trưởng, Đại tá Hải quân E. B. Kiddle, và đã phục vụ trong Hải đội Thiết giáp hạm 1 mạnh mẽ. Nó đứng thứ hai trong hàng chiến trận ngay sau soái hạm Marlborough mang cờ hiệu của Phó Đô đốc Sir Cecil Burney. Trong diễn biến của trận đánh, Marlborough bị trúng ngư lôi, buộc Burney phải chuyển cờ hiệu của mình sang Revenge. Revenge đã đấu pháo cùng đối thủ trong suốt một giờ rưỡi, không chịu đựng thiệt hại hay thương vong gì.
Một ngày trước khi Hạm đội Grand khởi hành từ căn cứ của nó để tiếp nhận sự đầu hàng của Hạm đội Biển khơi Đức trong Chiến dịch ZZ, các thành viên cao cấp của Hoàng gia Anh Quốc đã viếng thăm nó: Vua George V, Hoàng hậu Mary và Edward, Hoàng tử xứ Wales. Vua và Hoàng tử đã viếng thăm thiết giáp hạm USS New York, HMS Lion (soái hạm của Tổng tư lệnh Hạm đội David Beatty), và Revenge, soái hạm của Phó Tổng tư lệnh. Hoàng hậu Mary đã uống trà trên chiếc Revenge.

### Những năm giữa hai cuộc thế chiến
Năm 1919, tại Scapa Flow, Đô đốc Ludwig von Reuter ra lệnh cho thủy thủ đoàn của Hạm đội Biển khơi Đức, lúc đó đang bị Anh chiếm giữ, đánh đắm toàn bộ hạm đội 74 tàu chiến nhằm ngăn ngừa chúng bị phe Đồng Minh chiến thắng sử dụng. Sau sự kiện trên, von Reuter được đưa đến sàn sau của Revenge, soái hạm của Phó Đô đốc Sydney Fremantle và bị buộc tội vi phạm danh dự hải quân. Von Reuter đã trả lời cho những lời buộc tội, "Tôi tin rằng, mọi sĩ quan hải quân Anh Quốc, đặt trong hoàn cảnh của tôi, cũng sẽ hành động y như vậy." Không có hình phạt nào đã được dành cho ông.
Vào tháng 1 năm 1920, Hải đội Thiết giáp hạm 1 được tách ra và gửi đến Địa Trung Hải do các cuộc khủng hoảng xảy ra trong khu vực. Trong khi ở lại khu vực này, Revenge đã hỗ trợ cho các lực lượng Hy Lạp, và đã ở lại Hắc Hải do những mối lo ngại về cuộc Nội chiến Nga cho đến tháng 7, khi nó quay trở lại Hạm đội Đại Tây Dương.
Vào năm 1922, Revenge cùng với các con tàu chị em Ramillies, Resolution và Royal Sovereign một lần nữa được gửi đến Địa Trung Hải do khủng hoảng tiếp tục gia tăng tại đây, phần lớn là do việc Vua Konstantinos I của Hy Lạp bị buộc phải thoái vị. Revenge đặt căn cứ tại Constantinople và Dardanelles trong suốt thời gian được bố trí tại khu vực này. Nó quay trở lại Hạm đội Đại Tây Dương vào năm tiếp theo.
Năm 1928 nó tạm ngừng hoạt động để trải qua một đợt tái trang bị tại Devonport. Sau khi hoàn tất việc nâng cấp vào tháng 3 năm 1929, nó được bố trí về Hạm đội Địa Trung Hải. Ngày 16 tháng 7 năm 1935, Revenge tham gia cuộc Duyệt binh Hải quân cùng 160 tàu chiến khác của Hải quân Hoàng gia tại Spithead nhân kỷ niệm Ngân khánh (25 năm) ngày Đăng quang của Vua George V. Cuối năm 1935 nó đặt căn cứ tại Alexandria do những mối nguy hiểm tiềm tàng trong cuộc Chiến tranh Ý-Abyssiny lần hai.
Năm 1936 nó lại phải tạm ngừng hoạt động để trải qua một đợt tái trang bị khác. Nó trở lại hoạt động một năm sau đó, được phân về Hải đội Thiết giáp hạm 2 thuộc Hạm đội Grand. Ngày 9 tháng 8 năm 1939 nó tham gia một cuộc duyệt binh hải quân khác, dưới sự chủ tọa của Vua George VI. Cho dù Revenge giờ đây đã là một tàu chiến cũ và chậm chạp, nó vẫn được sử dụng rộng rãi trong suốt cuộc chiến tranh sắp tới, được phân về Lực lượng Hộ tống Bắc Đại Tây Dương cùng với con tàu chị em Resolution.

### Chiến tranh Thế giới thứ hai
Ngày 5 tháng 10 năm 1939, ngày đầu tiên được phân về Lực lượng Hộ tống Bắc Đại Tây Dương, Revenge rời vùng biển nhà hướng đến Canada, chở theo vàng nến có giá trị cao. Trong một chặng dừng tại Halifax vào ngày 12 tháng 5 năm 1940, nó bị tai nạn đâm phải và làm chìm tàu đánh cá lớp Battle Canada HMCS Ypres cho dù không có tổn thất về nhân mạng. Trong thời gian còn lại mà nó phục vụ trong cuộc chiến tranh, mỗi khi Revenge ghé qua Halifax, thủy thủ trên những con tàu trong cảng thực hiện và phóng đại các cơ động "Bỏ tàu" nhằm để giễu cợt chiếc tàu chiến cũ.
Ngày 3 tháng 7 năm 1940, thủy thủ trên chiếc Revenge đã tiếp nhận điều khiển thiết giáp hạm Pháp Paris, các tàu ngầm Thames và Surcouf cùng các tàu chiến khác bị chiếm giữ tại các cảng Anh sau khi Pháp thất trận. Trong tháng 8 năm đó, nó cùng với Hạm đội Eo biển tiến hành tuần tra chống xâm nhập, trước khi quay trở lại nhiệm vụ hộ tống đoàn tàu vận tải.
Vào tháng 3 năm 1942, sau một đợt tái trang bị, Revenge được cho chuyển sang Hạm đội Viễn Đông như một phần của Hải đội Thiết giáp hạm 3, thoạt tiên đặt căn cứ tại Colombo, Ceylon, rồi được cho rút lui về Kilindini thuộc Kenya do mối đe dọa của Hải quân Nhật Bản tại khu vực này.
Revenge tiếp tục đảm nhận vai trò quan trọng hộ tống các đoàn tàu vận tải cho đến suốt quảng đời hoạt động của nó trong Thế Chiến II, bao gồm một đoàn tàu chuyển Sư đoàn 9 (Australia) quay về nước của họ vào tháng 2 năm 1943 cho phép họ tham chiến tại Mặt trận Thái Bình Dương.
Vào tháng 10 năm 1943 Revenge được rút ra khỏi hoạt động thường trực do tình trạng rất kém của nó, và được đưa về lực lượng dự bị. Thoạt tiên nó được sử dụng làm tàu huấn luyện đốt lò, cho dù một bản ghi nhớ của Winston Churchill đã nhấn mạnh rằng chiếc thiết giáp hạm đáng kính phải được sử dụng tốt hơn, nên Churchill đã lên chiếc Revenge thực hiện chuyến đi đến Malta như chặng đầu của cuộc hành trình tham dự Hội nghị Tehran được tổ chức tại Iran.
Vào tháng 5 năm 1944, dàn pháo chính của nó được tháo dỡ nhằm cung cấp pháo dự phòng cho các thiết giáp hạm Ramillies và Warspite, cũng như cho những chiếc monitor vốn đang rất cần đến trong việc bắn phá các bãi biển tại Normandy trong Chiến dịch Overlord. Nó trải qua thời gian còn lại của cuộc chiến tranh như một tàu huấn luyện của Cơ sở Huấn luyện HMS Imperieuse.
Vào ngày 8 tháng 3 năm 1948 Revenge được cho ngừng hoạt động, và được bán để tháo dỡ bốn tháng sau đó. Một phần cơ cấu dẫn động tháp pháo của Revenge sau đó được sử dụng cho kính thiên văn vô tuyến "Lovell Mark I" đường kính 76,2 m (250 ft) tại Jodrell Bank thuộc Cheshire, được chế tạo trong những năm 1955-1957.